# Osamu Kitajima
Osamu Kitajima (喜多嶋修, Kitajima Osamu), né le 3 février 1949 à Chigasaki (préfecture de Kanagawa), est un musicien et compositeur japonais. Il est le cousin de l'acteur Yūzō Kayama.

## Biographie
Il étudie la guitare classique et le piano dès son enfance. À la fin des années 1960, il intègre avec son frère le groupe de son cousin, The Launchers, groupe de rock japonais influencé par le beat britannique. Après avoir eu son diplôme, il compose avec succès plusieurs jingles publicitaires télévisés.
Il part ensuite vivre un an au Royaume-Uni, où il se passionne pour le rock britannique et la musique psychédélique. Les Beatles, les Bee Gees, Jimi Hendrix, Deep Purple et The Zombies deviennent ses principales influences. Il adopte alors le pseudonyme de Justin Heathcliff et collabore avec des musiciens britanniques pour son premier album.
De retour au Japon, il étudie la musique japonaise traditionnelle pendant plusieurs années. Son premier album sous son vrai nom, Benzaiten (1974), marie le rock progressif, le rock psychédélique et la musique traditionnelle japonaise, en alliant guitare électrique, basse, piano électrique, percussions japonaises, shakuhachi et biwa.
Osamu Kitajima s'installe ensuite à Los Angeles. Ses albums suivants, toujours inspirés par la fusion des musiques occidentales et japonaises, sont teintés de jazz contemporain (Osamu en 1977, Masterless Samurai en 1978), puis de pop et de soul (Dragon King, 1979). Par la suite, ses productions empruntent également à la veine New Age.

## Discographie
- 1971 : Justin Heathcliff
- 1972 : Fumio & Osamu - Shinchuugoku (フミオ* & オサム* – 新中国)
- 1974 : Benzaiten (弁才天)
- 1975 : California Roll
- 1977 : Osamu (オサム)
- 1978 : Masterless Samurai (素浪人)
- 1979 : Dragon King
- 1983 : Face to Face
- 1986 : The Source
- 1987 : Passages
- 1987 : In Minds Way
- 1987 : FM Shrine
- 1990 : Sweet Chaos
- 1991 : Mandala (曼荼羅)
- 1992 : Behind the Light
- 1996 : Beyond the Circle
- 2001 : Breath of Jade
- 2004 : Two Bridges Crossed
- 2004 : The Sound of Angel
- 2009 : Epitome
- 2010 : The Sacred Land (NHK  Documentary Soundtrack)
- 2013 : Over the Brink
- 2019 : Torii In The Sea
- 2020 : Around the Edges
- 2021 : Sweet Chaos
- 2024 : Sundry Spirits